# 트라이얼스 라이징
《트라이얼스 라이징》(Trials Rising)은 RedLynx와 Ubisoft Kyiv가 개발하고 유비소프트가 배급한 2.5D 폴트(fault) 기반 경주 게임이다. 2019년 2월 26일 마이크로소프트 윈도우, 플레이스테이션 4, 엑스박스 원, 닌텐도 스위치용으로 출시되었다. 2014년 트라이얼스 퓨전에 이어 트라이얼스 시리즈 가운데 최초의 메인 게임이며 닌텐도 콘솔로 출시된 최초의 시리즈 게임이기도 하다.

## 게임플레이
트라이얼스 라이징에서 플레이어는 수많은 장애물을 가로지르며 물리학 기반 자전거에 탄 탑승자를 레벨 시작부터 끝까지 통제한다. 이 게임은 에펠탑, 에베레스트산과 같은 세상의 다양한 지역들을 배경으로 하는 장애물 코스를 갖추고 있으며 플레이어는 로컬 및 온라인 멀티플레이어에서 서로 경쟁할 수 있다. 이 게임에서 플레이어는 다른 플레이어의 최고의 퍼포먼스를 관찰할 수 있으며 플레이어 기록이 다른 플레이어에 의해 깨지면 통보를 받게 된다. 맞춤식 장애물 코스를 만들 수 있고 이를 다른 플레이어들과 공유할 수 있으며 라이더의 의상과 자전거도 커스터마이즈가 가능하다. Tandem Bike라는 이름의 로컬 멀티플레이어 모드가 라이징에 도입되었는데, 두 명의 라이더들이 같은 자전거를 타는 방식이다. 각 플레이어는 차량의 균형과 힘의 일부를 통제해야 한다.

## 개발
이 게임은 E3 2018 언론 콘퍼런스에서 유비소프트에 의해 발표되었다. RedLynx와 Ubisoft Kyiv는 이 타이틀의 개발을 주도한 기업들이었다.

## 평가
리뷰 애그리게이터 메타크리틱에 따르면 이 게임은 전반적으로 긍정적인 평가를 받았다.

### 수상
이 게임은 2018년 게임 크리틱스 어워드의 최고의 레이싱 게임(Best Racing Game) 부문,
23rd Annual D.I.C.E. Awards의 "올해의 레이싱 게임"(Racing Game of the Year) 부문에서 후보로 지명되었다.